# فيرخني مامون (فورونيج)
فيركنيي مامون (بالروسية: Верхний Мамон) هي مدينة في مقاطعة فورونيج أوبلاست في روسيا. يبلغ عدد سكانها حوالي 8067 نسمة.